# Baugnez
Baugnez is een gehucht in Bévercé, deelgemeente van de stad Malmedy in de Oostkantons in de Belgische provincie Luik. Het ligt zo'n 3,5 kilometer ten zuidoosten van het stadscentrum van Malmedy, bij de grens met Weismes.
Baugnez ligt ongeveer een halve kilometer ten zuidoosten van het gehucht Géromont, waarmee het vergroeid is. De plaats ligt tussen Malmedy, Weismes en Ligneuville, ongeveer even ver van deze drie kernen.

## Geschiedenis
Op de Ferrariskaart uit de jaren 1770 is de plaats weergegeven als het gehucht Bogniée.
Tijdens de Franse bezetting op het eind van de 18de eeuw was het gebied deel van het Franse departement Ourthe; daarna was het in de 19de eeuw onderdeel van de Pruisische Rijnprovincie. In 1887 werden verschillende landelijke dorpjes en gehuchtjes rond de stad Malmedy samengebracht in een nieuwe gemeente (Landbürgermeisterei) Bévercé. Binnen die gemeente werd Baugnez ondergebracht in de sectie (Landgemeinde) Géromont.
Na de Eerste Wereldoorlog werd het gebied met de gemeente Bévercé als deel van de Oostkantons aangehecht bij België.
Tijdens de Tweede Wereldoorlog werd hier tijdens de Slag om de Ardennen in december 1944 het bloedbad van Malmedy aangericht. 84 gevangengenomen Amerikaanse soldaten werden er afgeslacht door een eenheid van de Waffen-SS, onder bevel van luitenant-kolonel Joachim Peiper. 
Bij de gemeentelijke herindelingen werd Bévercé in 1977, met het gehucht Baugnez, bij de gemeente Malmedy gevoegd.

## Bezienswaardigheden
- Het Malmedy Massacre Memorial, een Amerikaans herdenkingsmonument aan het bloedbad uit 1944
- Tussen 2007 en 2023 bevond zich hier het Baugnez 44 Historical Center, een museum gewijd aan het bloedbad uit 1944.

## Verkeer en vervoer
Baugnez ligt langs de N62 (Route de Waimes / Route de Luxembourg) tussen Malmedy en Ligneuville, richting Sankt Vith. In Baugnez sluit hierop de N632 (Route de Waimes) aan, richting Weismes.
Deelgemeenten: Bellevaux-Ligneuville · Bévercé · Malmedy

Overige kernen: Arimont · Baugnez · Bellevaux · Bernister · Boussire · Burnenville · Chevofosse · Chôdes · Cligneval · Difflot · Falize · Floriheid · G'doûmont · Géromont · Gohimont · Hédomont · Lamonriville · Lasnenville · Ligneuville · Longfaye · Macampagne · Mé · Meiz · Mont · Otaimont · Planche · Pont · Préaix · Reculémont · Ronxhy · Warche · Winbomont · Xhoffraix · Xhurdebise

Belgische gemeenten · arrondissement Verviers · provincie Luik · Wallonië